# وحيدات الخلية الممتدة
وحيدات الخلية الممتدة (الاسم العلمي: Extensimonas) هي جنس من البكتيريا، سلبية الغرام، تتبع فصيلة الكوماموناسيات.